# Last Exit Reno
Last Exit Reno (Sydney / Hard Eight) ist ein US-amerikanischer Thriller von Paul Thomas Anderson, der 1996 produziert wurde.

## Handlung
Der Spieler Sydney lernt den viel jüngeren John Finnegan kennen, dem er in den Casinos in Reno diverse Tricks beibringt. Dort stellt John Sydney seinen Freund Jimmy vor, der als Sicherheitsbeauftragter im Casino arbeitet.
Über Sydney lernt John die Kellnerin Clementine kennen. Nach zwei Monaten heiratet er sie. Ein Freier, der Clementine am gleichen Tag um ihr Geld betrügt, wird von John und ihr im Hotelzimmer als Geisel festgehalten. Der zu Hilfe gerufene Sydney hilft den beiden, sich aus dieser Situation zu befreien, und sie fahren zum Schein in die Flitterwochen an die Niagarafälle.
Jimmy, der Freund von John, erpresst Sydney, der vor Jahren den Vater von John tötete. Zunächst bezahlt er ihm 6000 Dollar. In der Nacht bricht Sydney in Jimmys Haus ein, erwartet ihn dort und erschießt Jimmy.

## Kritiken
- Ruthe Stein bemängelte in der San Francisco Chronicle vom 28. Februar 1997 das Drehbuch und die Dialoge, lobte aber die Darstellung von Gwyneth Paltrow.

- Kevin McManus lobte in der Washington Post die Darstellungen der männlichen Hauptdarsteller und das Spiel von Gwyneth Paltrow.

## Auszeichnungen
- Paul Thomas Anderson wurde 1996 für einen Preis des Deauville Film Festival nominiert.

- Paul Thomas Anderson gewann 1997 den Boston Society of Film Critics Award.

- Der Film wurde 1998 für den Independent Spirit Award in fünf Kategorien nominiert: Bester Hauptdarsteller (Philip Baker Hall), Bester Nebendarsteller (Samuel L. Jackson), Beste Kameraarbeit (Robert Elswit), Bestes Drehbuch (Paul Thomas Anderson) und Best First Feature (Paul Thomas Anderson, Robert Jones, John S. Lyons).